# Список населённых пунктов Белозерского района Вологодской области
По данным Вологдастат на 1.01.2009 население Белозерского района составляет 19,4 тыс. человек., в том числе в городских условиях проживают 10,1 тыс. В состав района входят 1 городское и 10 сельских поселений.
Ниже приведён список всех населённых пунктов района с указанием кодов ОКАТО и почтовых индексов. Жирным шрифтом выделены центры поселений. Также перечислены все почтовые отделения в соответствующих населённых пунктах.

## городБелозерск
В состав поселения входит город Белозерск и 6 населённых пунктов, ранее относившихся к Глушковскому и Куностьскому сельсоветам.
- 19 210 501 001 / 161200 город Белозерск п/о 161200, 161201
- 19 210 824 009 / 161211 хутор Карголом
- 19 210 824 018 / 161211 деревня Маслово
- 19 210 848 005 / 161230 село Маэкса п/о 161230
- 19 210 848 007 / 161231 местечко Передовик
- 19 210 824 028 / 161211 деревня Силькино
- 19 210 824 038 / 161211 деревня Ямская

## Антушевское сельское поселение
В состав поселения входят населённые пункты, ранее относившиеся к сельсоветам:
- Антушевскому (ОКАТО 19 210 804, индекс 161210)
- Бечевинскому (ОКАТО 19 210 812, индексы 161216, 161217)

- 19 210 812 002 деревня Акатьево
- 19 210 812 003 деревня Алексино
- 19 210 812 004 деревня Амосово
- 19 210 804 001 / 161210 село Антушево п/о 161210
- 19 210 804 002 / 161210 деревня Березник
- 19 210 804 003 / 161210 деревня Березово
- 19 210 812 001 село Бечевинка п/о 161216
- 19 210 804 004 / 161214 деревня Большие Новишки п/о 161214
- 19 210 812 005 деревня Большое Заречье
- 19 210 812 006 деревня Верещагино
- 19 210 804 005 / 161210 деревня Возмозеро
- 19 210 812 007 деревня Гора
- 19 210 812 008 деревня Гридино
- 19 210 804 006 / 161210 деревня Гришино
- 19 210 812 009 хутор Демешево
- 19 210 804 007 / 161210 деревня Еремеево
- 19 210 812 010 деревня Задняя
- 19 210 804 008 / 161210 деревня Зорино
- 19 210 812 011 деревня Иглино
- 19 210 812 012 деревня Катилово
- 19 210 804 009 / 161210 деревня Кашкино
- 19 210 812 013 деревня Коровино п/о 161217
- 19 210 804 010 / 161210 деревня Кузнечиха
- 19 210 812 014 деревня Курягино
- 19 210 804 011 / 161210 деревня Левково
- 19 210 812 017 деревня Малое Заречье нет в списке индексов
- 19 210 812 015 деревня Малютино
- 19 210 812 016 деревня Марково
- 19 210 804 012 / 161210 деревня Никоновская
- 19 210 804 013 / 161210 деревня Новомаксимово
- 19 210 812 018 деревня Остюнино
- 19 210 812 019 деревня Палкино
- 19 210 804 014 / 161210 деревня Пальцево
- 19 210 812 020 деревня Паньково
- 19 210 804 015 / 161210 деревня Перховта
- 19 210 812 021 деревня Подгорье
- 19 210 804 016 / 161210 деревня Поленовская
- 19 210 804 017 / 161210 деревня Ростани
- 19 210 812 022 деревня Савино
- 19 210 804 019 / 161210 деревня Сидорово
- 19 210 812 023 деревня Софиевка
- 19 210 812 024 деревня Средняя
- 19 210 804 018 / 161210 деревня Старое Село
- 19 210 804 020 / 161210 деревня Тарасово
- 19 210 812 025 деревня Томашино
- 19 210 812 026 деревня Угол
- 19 210 804 021 / 161210 деревня Федотово
- 19 210 812 027 деревня Федурино
- 19 210 812 028 деревня Филяево
- 19 210 804 022 / 161210 деревня Хлопузово
- 19 210 804 023 / 161210 деревня Чулково
- 19 210 812 029 деревня Якутино

## Артюшинское сельское поселение
В состав поселения входят населённые пункты, ранее относившиеся к Артюшинскому сельсовету. Индекс 161220 (кроме отдельно отмеченных)
- 19 210 808 002 деревня Анашкино
- 19 210 808 001 село Артюшино п/о 161221
- 19 210 808 003 деревня Буброво
- 19 210 808 004 деревня Вертино
- 19 210 808 005 деревня Верхняя Мондома
- 19 210 808 006 деревня Волково
- 19 210 808 007 деревня Гора
- 19 210 808 008 деревня Дресвянка
- 19 210 808 020 деревня Екимово индекс 161233
- 19 210 808 009 деревня Емельяновская п/о 161220
- 19 210 808 011 деревня Карл Либкнехт п/о 161222
- 19 210 808 010 деревня Корково
- 19 210 808 012 деревня Лохта
- 19 210 808 013 деревня Остров Сладкий
- 19 210 808 014 местечко Поповка
- 19 210 808 015 деревня Рожаево
- 19 210 808 016 деревня Средняя
- 19 210 808 017 деревня Ульянкино
- 19 210 808 018 деревня Устье
- 19 210 808 019 деревня Чирок

## Визьменское сельское поселение
В состав поселения входят населённые пункты, ранее относившиеся к Визьменскому и Георгиевскому сельсоветам.
- 19 210 820 002 / 161238 деревня Акинино
- 19 210 816 002 / 161236 деревня Аристово
- 19 210 820 004 / 161238 деревня Бекренево
- 19 210 816 003 / 161236 деревня Борково
- 19 210 820 005 / 161238 деревня Боярская
- 19 210 820 006 / 161238 деревня Ванютино
- 19 210 816 004 / 161236 посёлок Визьма п/о 161236
- 19 210 816 005 / 161236 деревня Высокая Гора
- 19 210 820 001 / 161238 село Георгиевское п/о 161238
- 19 210 816 006 / 161236 деревня Глебово
- 19 210 820 007 / 161238 деревня Драницыно
- 19 210 816 007 / 161237 деревня Замошье п/о 161237
- 19 210 816 008 / 161236 деревня Зининская
- 19 210 820 011 / 161238 деревня Ивановская
- 19 210 820 008 / 161243 село Ивановское п/о 161243
- 19 210 816 009 / 161236 деревня Илево
- 19 210 820 009 / 161238 деревня Искрино
- 19 210 820 010 / 161238 деревня Иштомар
- 19 210 816 010 / 161236 деревня Каменник
- 19 210 816 001 / 161248 деревня Климшин Бор п/о 161248
- 19 210 820 012 / 161238 деревня Ключи
- 19 210 820 013 / 161238 деревня Меросла
- 19 210 816 011 / 161236 деревня Мироново
- 19 210 816 012 / 161236 деревня Мыс нет в списке индексов
- 19 210 816 013 / 161236 деревня Николаево
- 19 210 820 014 / 161238 деревня Олькино
- 19 210 820 015 / 161238 деревня Панево
- 19 210 816 014 / 161236 деревня Перхлойда
- 19 210 820 016 / 161238 деревня Плоское
- 19 210 820 017 / 161238 деревня Прокино
- 19 210 816 015 / 161236 деревня Пронево
- 19 210 820 018 / 161238 деревня Пяшница
- 19 210 816 016 / 161236 деревня Рагозино
- 19 210 816 018 / 161236 деревня Сафроново
- 19 210 816 017 / 161236 деревня Сенькино
- 19 210 820 021 / 161238 деревня Тарасово
- 19 210 816 019 / 161236 деревня Шолгумзь
- 19 210 820 022 / 161238 деревня Шубач

## Глушковское сельское поселение
В состав поселения входят населённые пункты, ранее относившиеся к Глушковскому сельсовету, за исключением деревень Силькино, Маслово, Ямская, хутора Карголом. Индекс 161211.
- 19 210 824 002 деревня Большие Краснова
- 19 210 824 003 деревня Большое Кожино
- 19 210 824 004 деревня Большое Третьяково
- 19 210 824 005 деревня Верегонец
- 19 210 824 001 деревня Глушково п/о 161211
- 19 210 824 006 деревня Давыдовская
- 19 210 824 007 деревня Десятовская
- 19 210 824 008 деревня Есипово
- 19 210 824 010 посёлок Каргулино
- 19 210 824 011 деревня Кирьяновская
- 19 210 824 012 деревня Колодино
- 19 210 824 013 деревня Ленино
- 19 210 824 014 деревня Лукино
- 19 210 824 015 деревня Малое Кожино
- 19 210 824 017 деревня Малое Третьяково
- 19 210 824 016 деревня Малые Краснова
- 19 210 824 019 деревня Монастырская
- 19 210 824 020 деревня Никиткино
- 19 210 824 021 деревня Павлово
- 19 210 824 022 деревня Панкратовка
- 19 210 824 023 деревня Потеряево
- 19 210 824 024 деревня Пушкино
- 19 210 824 025 деревня Росляково
- 19 210 824 026 деревня Рыхлянда
- 19 210 824 027 деревня Садовая
- 19 210 824 029 деревня Текарево
- 19 210 824 030 деревня Тимонино
- 19 210 824 031 деревня Туриково
- 19 210 824 032 деревня Филино
- 19 210 824 033 деревня Фокино
- 19 210 824 034 деревня Харшино
- 19 210 824 035 деревня Чайка
- 19 210 824 036 деревня Чикиево
- 19 210 824 037 деревня Шейкино

## Гулинское сельское поселение
В состав поселения входят населённые пункты, ранее относившиеся к сельсоветам:
- Гулинскому (ОКАТО 19 210 832, индекс 161215)
- Кукшевскому сельсоветам (ОКАТО 19 210 844, индекс 161205)

Другие индексы отмечены отдельно.
- 19 210 832 002 деревня Агашино
- 19 210 832 003 деревня Агеево
- 19 210 844 002 деревня Акишево
- 19 210 832 004 деревня Ангозеро
- 19 210 832 005 деревня Антоново
- 19 210 844 003 деревня Ануфриево
- 19 210 832 006 деревня Бакино
- 19 210 832 007 деревня Березник
- 19 210 832 008 деревня Бестужево
- 19 210 832 009 деревня Буозеро
- 19 210 832 010 деревня Ватаманово
- 19 210 844 004 деревня Воздвиженье
- 19 210 844 005 деревня Гора
- 19 210 832 011 деревня Горка-1
- 19 210 832 012 деревня Горка-2
- 19 210 844 006 деревня Губа
- 19 210 832 013 деревня Гулино
- 19 210 832 014 деревня Данилово
- 19 210 832 015 деревня Елино
- 19 210 832 016 деревня Ершово
- 19 210 844 007 деревня Жидково
- 19 210 832 017 деревня Звоз
- 19 210 832 018 деревня Зубово п/о 161229
- 19 210 832 019 деревня Карпово
- 19 210 832 020 деревня Кема
- 19 210 832 021 деревня Костино возм. п/о 161213[1]
- 19 210 844 008 деревня Кузьминка
- 19 210 844 001 деревня Кукшево п/о 161205
- 19 210 844 009 деревня Лапино
- 19 210 844 010 деревня Лесуково
- 19 210 832 022 деревня Лундино
- 19 210 832 023 деревня Максимово
- 19 210 844 011 деревня Москвино
- 19 210 844 012 деревня Надкобово
- 19 210 832 024 деревня Нефедово
- 19 210 832 001 деревня Никоновская
- 19 210 832 025 деревня Орлово п/о 161215
- 19 210 832 026 деревня Остров
- 19 210 832 027 деревня Паутово
- 19 210 844 013 деревня Першково
- 19 210 844 014 деревня Пиндино
- 19 210 832 028 деревня Полынино
- 19 210 832 029 деревня Попово
- 19 210 832 030 деревня Прибой
- 19 210 832 031 деревня Рощино
- 19 210 832 032 деревня Рыбница
- 19 210 832 033 деревня Рябово
- 19 210 832 034 деревня Савино
- 19 210 832 035 деревня Семеино
- 19 210 844 016 деревня Титово
- 19 210 832 036 деревня Трунино
- 19 210 832 037 деревня Федоровская п/о 161212
- 19 210 844 017 деревня Фетинино
- 19 210 832 038 деревня Черково
- 19 210 832 039 деревня Чикалевка
- 19 210 832 040 деревня Яковлево
- 19 210 832 041 деревня Якунино

## Енинское сельское поселение
В состав поселения входят населённые пункты, ранее относившиеся к Енинскому сельсовету. Индекс 161233 (кроме посёлка Белый Ручей).
- 19 210 836 002 посёлок Белый Ручей п/о 161235
- 19 210 836 003 деревня Великое Село
- 19 210 836 004 деревня Гришкино
- 19 210 836 006 деревня Енино п/о 161233
- 19 210 836 007 деревня Ивантеево
- 19 210 836 008 деревня Калиновка
- 19 210 836 001 посёлок Лаврово
- 19 210 836 010 деревня Семкино
- 19 210 836 011 деревня Урозеро

## Куностьское сельское поселение
В состав поселения входят населённые пункты, ранее относившиеся к Куностьскому сельсовету, за исключением села Маэкса и местечка Передовик. Индекс 161231 (кроме посёлка Нижняя Мондома).
- 19 210 848 003 местечко Ковжа
- 19 210 848 001 село Куность п/о 161231
- 19 210 848 004 деревня Марково
- 19 210 848 006 посёлок Нижняя Мондома п/о 161232

## Панинское сельское поселение
В состав поселения входят населённые пункты, ранее относившиеся к Панинскому сельсовету. Индекс 161223 (кроме деревни Карпово).
- 19 210 852 002 деревня Анашкино
- 19 210 852 003 деревня Бараково
- 19 210 852 004 деревня Большой Двор-1
- 19 210 852 006 деревня Борок
- 19 210 852 007 деревня Ганютино
- 19 210 852 008 деревня Горбуша
- 19 210 852 009 деревня Домнино
- 19 210 852 011 деревня Зарецкая
- 19 210 852 012 деревня Калинино
- 19 210 852 013 деревня Карпово п/о 161224
- 19 210 852 014 деревня Конец Мондра
- 19 210 852 016 деревня Костино возм. п/о 161213[1]
- 19 210 852 017 деревня Кукина Гора
- 19 210 852 018 деревня Михалево
- 19 210 852 019 деревня Мыстино
- 19 210 852 001 деревня Панинская п/о 161223
- 19 210 852 020 деревня Перкумзь
- 19 210 852 021 село Урицкое
- 19 210 852 022 деревня Юрино возм. п/о 161207[2]

## Шольское сельское поселение
В состав поселения входят населённые пункты, ранее относившиеся к сельсоветам:
- Шольскому (ОКАТО 19 210 860, индекс 161240)
- Городищенскому (ОКАТО 19 210 828, индекс 161241)

- 19 210 828 002 / 161241 деревня Васютино
- 19 210 860 004 / 161240 деревня Верховье
- 19 210 860 005 / 161240 деревня Гаврино
- 19 210 860 006 / 161240 деревня Есино
- 19 210 860 001 / 161240 село Зубово п/о 161240
- 19 210 828 004 / 161241 деревня Иваново
- 19 210 860 007 / 161240 посёлок Ивановский
- 19 210 828 003 / 161241 деревня Иваньково
- 19 210 860 024 / 161240 деревня Коновалово
- 19 210 860 023 / 161240 деревня Кузнецово
- 19 210 860 008 / 161240 посёлок Курдюг
- 19 210 828 005 / 161241 деревня Лаврушино
- 19 210 860 010 / 161240 деревня Линяково
- 19 210 860 009 / 161240 деревня Лукьяново
- 19 210 860 011 / 161240 деревня Максимово
- 19 210 860 012 / 161240 деревня Мартыново
- 19 210 828 001 / 161241 посёлок Мегринский п/о 161241
- 19 210 860 014 / 161240 деревня Митино
- 19 210 860 015 / 161240 деревня Мишино
- 19 210 860 026 / 161240 деревня Мишино
- 19 210 860 013 / 161240 деревня Молино
- 19 210 860 016 / 161240 деревня Нижний Двор
- 19 210 860 027 / 161240 деревня Ново
- 19 210 828 006 / 161241 деревня Ново
- 19 210 860 028 / 161240 деревня Подсосенье
- 19 210 860 018 / 161240 деревня Поповка
- 19 210 828 007 / 161241 местечко Поповка
- 19 210 828 008 / 161241 деревня Пушкино
- 19 210 860 021 / 161240 деревня Слобода
- 19 210 860 020 / 161240 деревня Смолино
- 19 210 860 019 / 161240 деревня Сосновый Бор
- 19 210 828 009 / 161242 деревня Старое Село п/о 161242
- 19 210 860 029 / 161240 деревня Таршинская
- 19 210 860 030 / 161240 деревня Тимофеевская
- 19 210 828 010 / 161241 деревня Устье
- 19 210 860 031 / 161240 деревня Царево
- 19 210 860 022 / 161240 деревня Юрино возм. п/о 161207[2]